# Fix și Foxi
Fix și Foxi (în germană Fix und Foxi) este una din revistele de succes de benzi desenate din Germania, creată de editorul Rolf Kauka. Este o revistă săptămânală care a luat denumirea a două personaje (vulpi). A apărut peste 40 de ani din 1953 până în 1994. Redenumită Fix & Foxi, a fost relansată ca revistă lunară în 2000, 2005 și, respectiv, 2010.